# NGC 407
NGC 407 je čočková galaxie v souhvězdí Ryb. Její zdánlivá jasnost je 13,5m a úhlová velikost 1,7′ × 0,4′. Je vzdálená 256 milionů světelných let, průměr má 135 000 světelných let. Galaxii objevil 12. září 1784 William Herschel.